# Профілограма
Профілограма (рос. профилограмма; англ. caliper log; нім. Profilogramm n) — крива, яка знята у свердловині каверноміром-профілеміром і показує на паперовій стрічці або у цифровому вигляді(WellCad) зміни діаметра стовбура свердловин по глибині.
На підставі П. приймаються рішення щодо коригування технологічного процесу буріння. У експлуатаційній колоні свердловини багатопальцевий каверномір(англ. multi-finger caliper) може використовуватися для визначення внутрішнього діаметра і стану експлуатаційної колони — наприклад, для визначення місця посадки пакера.
Профілемір може мати 4, 8, 16, 32 або більше пальців. Наприклад, 64.